# American Airlines Theatre
L'American Airlines Theatre, à l'origine le Selwyn Theatre, est un théâtre de Broadway situé au 227 Ouest 42e Rue dans le Theater District de Midtown Manhattan à New York, aux États-Unis.
Bâti en 1918 dans un style inspiré de la Renaissance italienne, il est conçu par l'architecte George Keister (en) pour le compte des frères Edgar et Archibald Selwyn (en), en l'honneur desquels le théâtre est initialement nommé. Il est la propriété de la ville et de l'État de New York et est loué à New 42 (en).
Il sert d'abord de théâtre, puis de cinéma à partir de 1934, puis en 1950 présente un mix théâtre/cinéma (60 minutes de théâtre avant chaque projection), avant de redevenir un cinéma traditionnel jusque dans les années 1990, après quoi il sombre dans le délabrement à la fin du XXe siècle.
Comptant 740 sièges répartis sur deux niveaux, il est exploité par la Roundabout Theatre Company (en). Depuis 2000, le théâtre porte le nom de la compagnie American Airlines (AA), qui a acquis les droits sur le nom du théâtre. La Company, avec l'aide d'AA et de la ville, procède à une restauration du site afin de lui restituer son style néo-renaissance, restauration qui mène à sa réouverture en l'an 2000.
En juin 2023, il est annoncé que le théâtre sera renommé Todd Haimes Theater, en hommage au directeur artistique Todd Haimes (en), décédé en avril 2023.

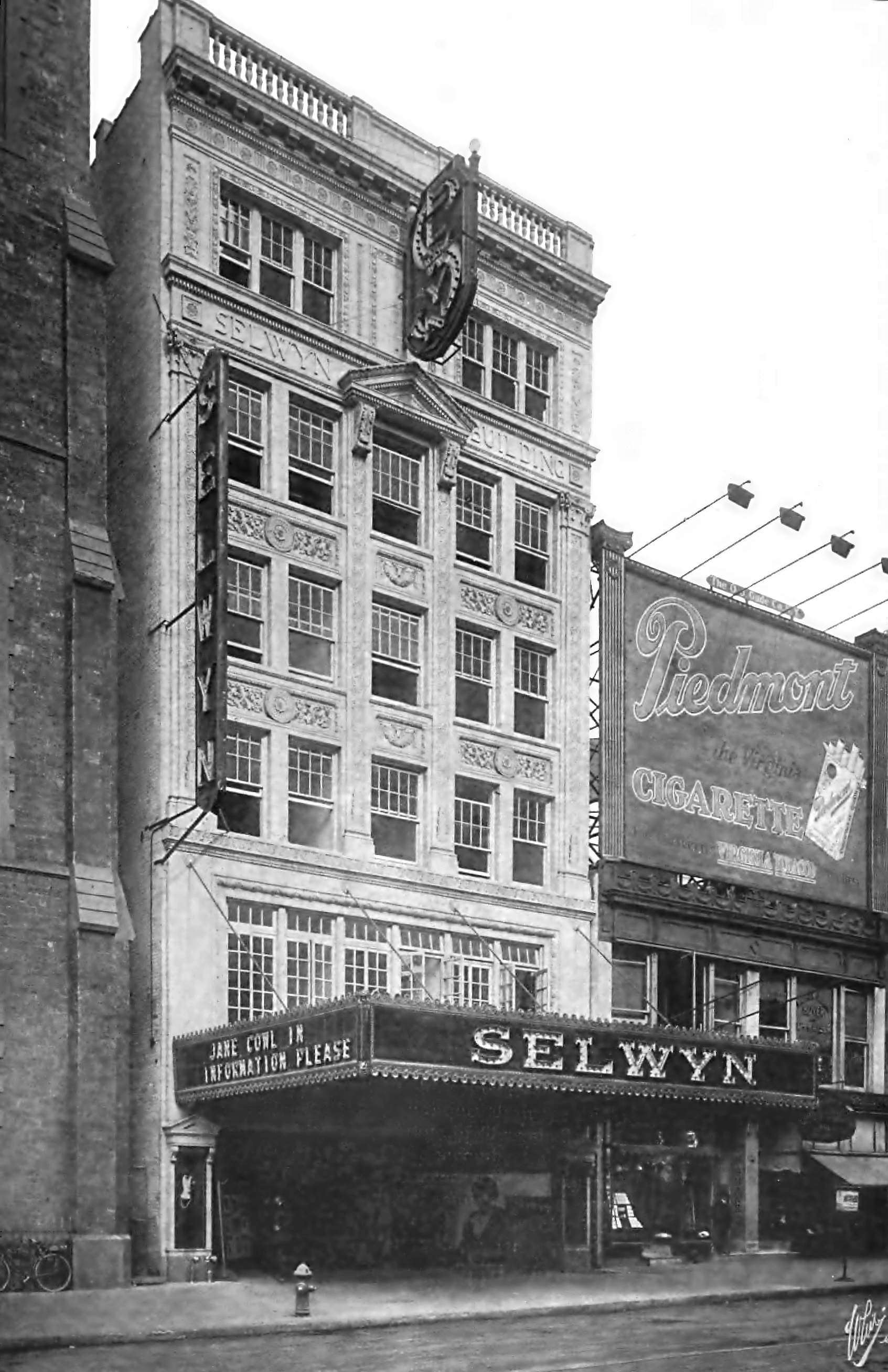
La façade originelle, 1919.
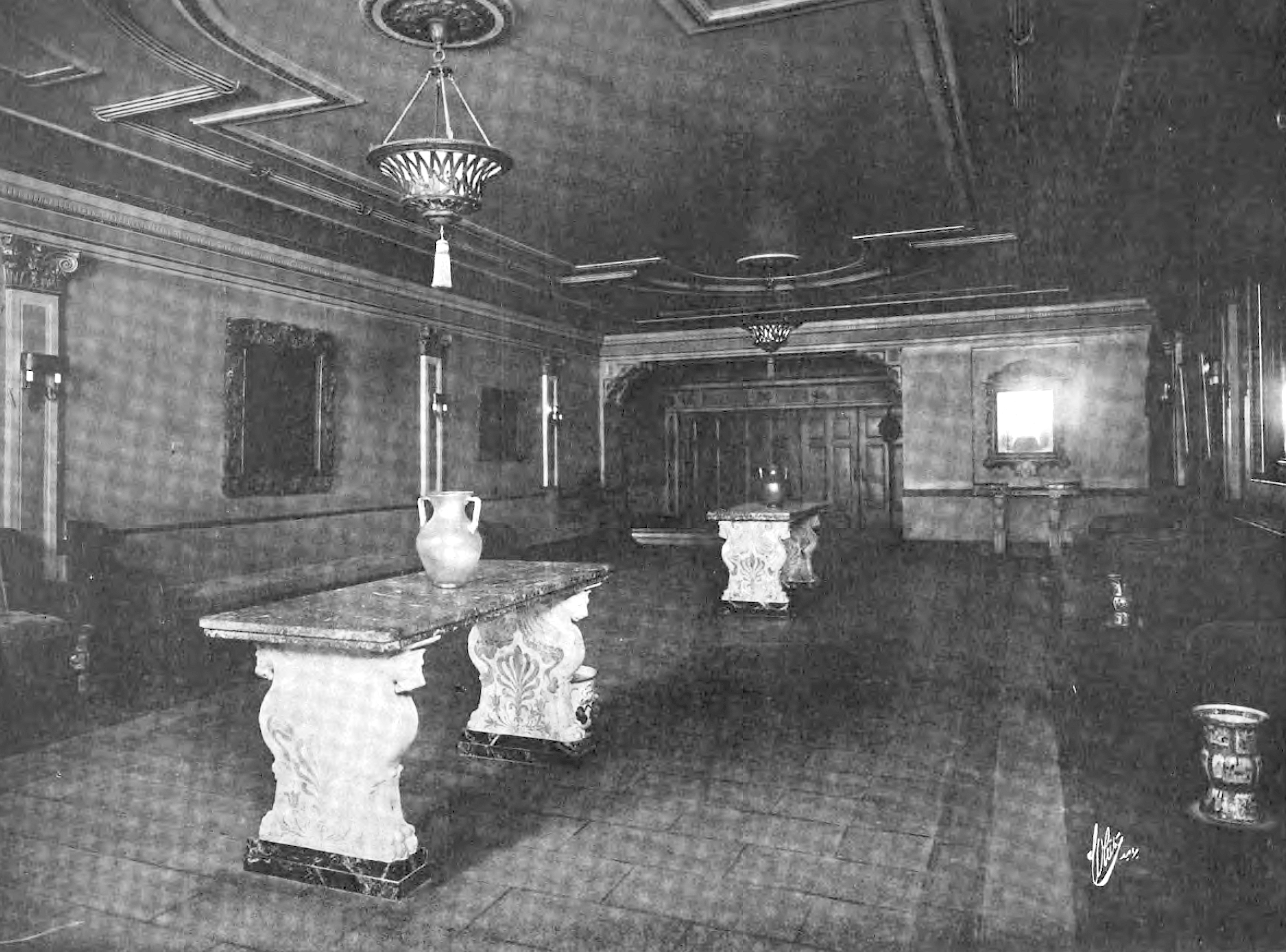
Les salons, 1919.
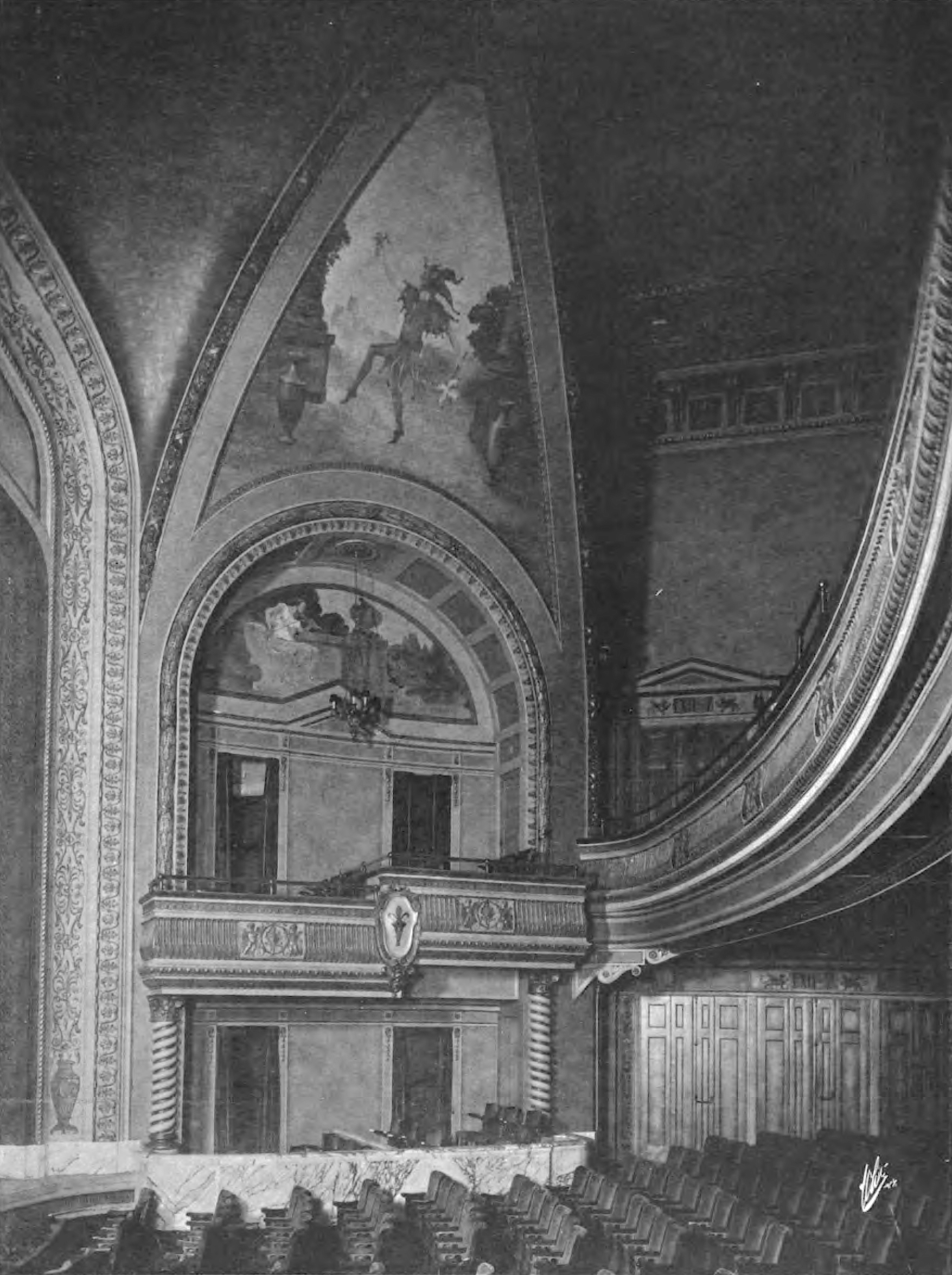
Salle de spectacle, 1919.
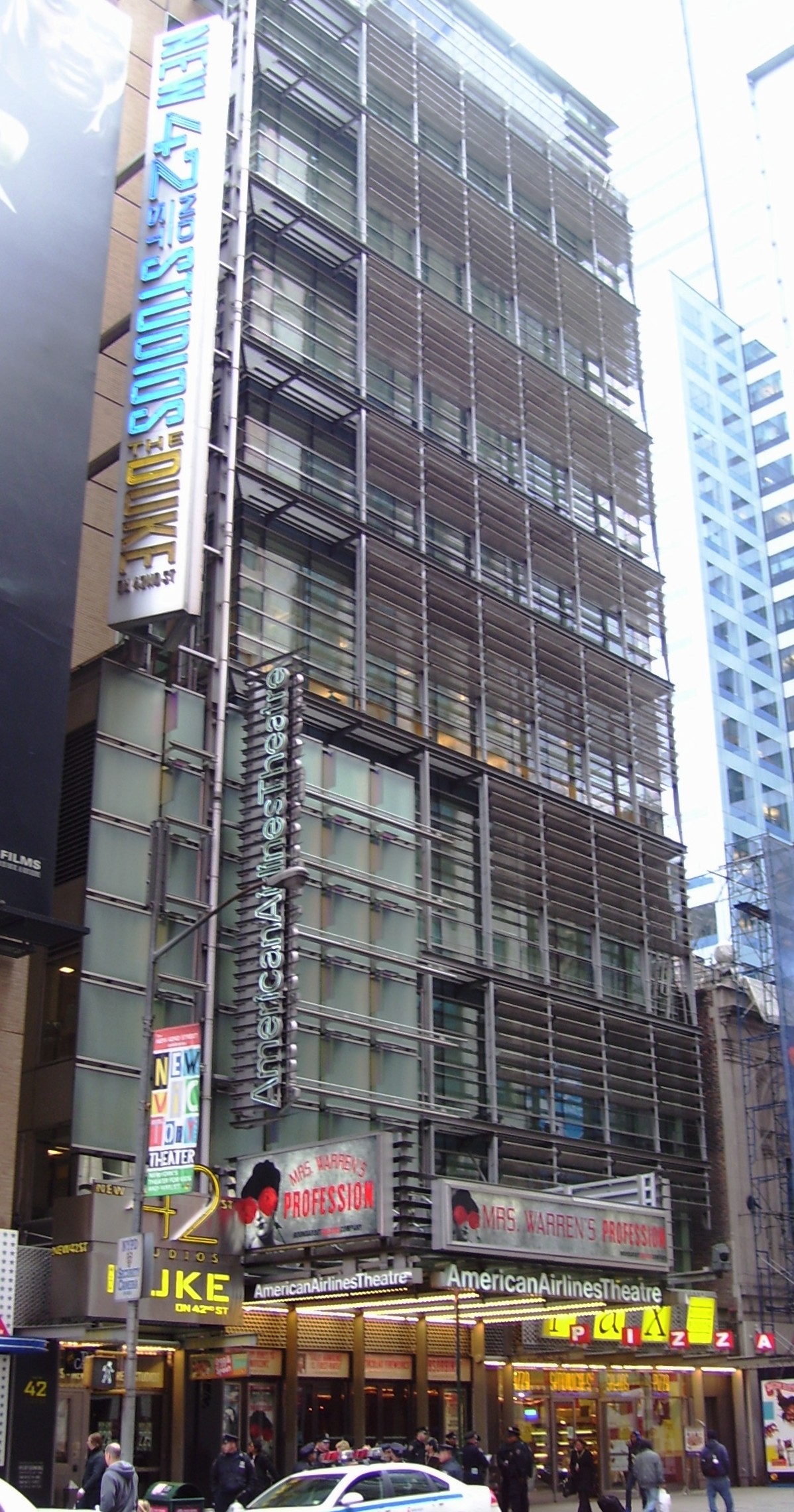
Entrée par la 42e Rue.
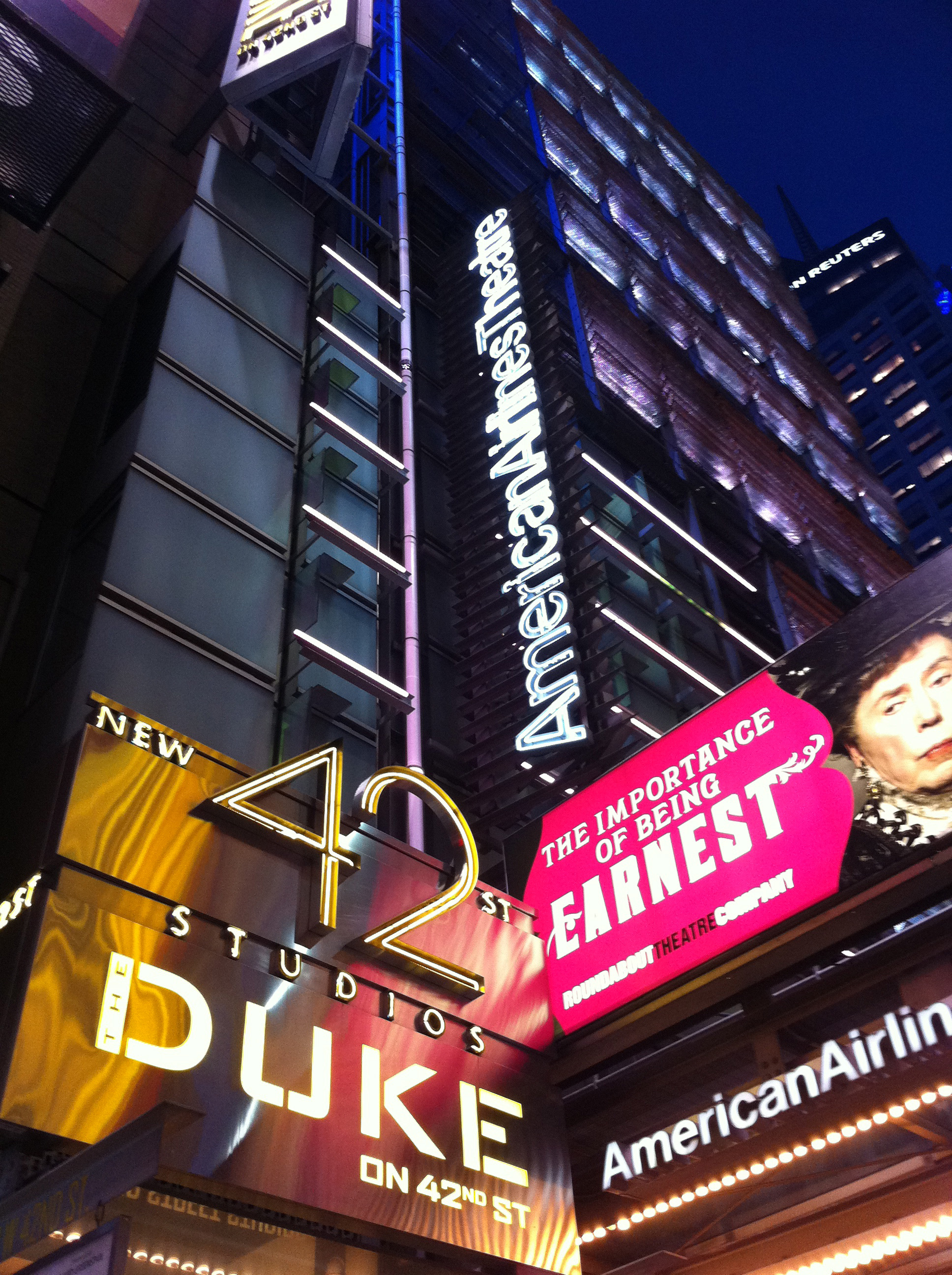
Vue de nuit.